# Pfifferlingsverwandte
Die Einteilung der Lebewesen in Systematiken ist kontinuierlicher Gegenstand der Forschung. So existieren neben- und nacheinander verschiedene systematische Klassifikationen. 
Das hier behandelte Taxon ist durch neue Forschungen obsolet geworden oder ist aus anderen Gründen nicht Teil der in der deutschsprachigen Wikipedia dargestellten Systematik.
Die Pfifferlingsverwandten (Cantharellaceae) waren eine Familie Großpilze aus der Ordnung der Pfifferlingsartigen (Cantharellales). Auf Grundlage phylogenetischer Untersuchungen wurde die Familie mit der der Stoppelpilzverwandten (Hydnaceae) vereinigt und wird heute nicht mehr als eigene Familie unterschieden.

## Merkmale
Die Pilzarten, die zu den Pfifferlingsverwandten gezählt wurden, bilden aufrechte, häufig trichterförmige Fruchtkörper mit Hut und zentralem oder seitlichen Stiel. Die Fruchtkörper sind weich bis etwas ledrig. Das Hymenophor ist glatt bis faltig oder als Leisten ausgebildet. Charakteristisch ist das Vorhandensein von Carotinoiden. Alle ehemaligen Angehörigen der Familie sind mit Bäumen symbiotisch lebende Mykorrhizapilze.

## Gattungen
Die Pfifferlingsverwandten waren in Europa mit zwei Gattungen vertreten. Die frühere dritte Gattung Pseudocraterellus wurde inzwischen mit Craterellus zusammengeführt. Einige Arten aus der Gattung Pfifferlinge, wie beispielsweise der Trompetenpfifferling, wurden zu den Kraterellen gestellt.
- Pfifferlinge (Cantharellus)
- Kraterellen (Craterellus)

## Bedeutung
Zu den Pfifferlingsverwandten gehörten einige beliebte Speisepilze. Am bekanntesten ist der Echte Pfifferling, daneben werden auch alle weiteren Arten der Pfifferlinge sowie die Totentrompete zum Verzehr gesammelt.